# Dypterygia andreji
Dypterygia andreji är en fjärilsart som beskrevs av Kardakoff 1928. Dypterygia andreji ingår i släktet Dypterygia och familjen nattflyn. Inga underarter finns listade i Catalogue of Life.